# 100-100 클럽
100-100 클럽은 야구에서 단일시즌에 한 선수가 100타점-100득점을 기록하거나 100이닝-100자책점을 기록하였을 때 쓰는 용어.

## 100타점-100득점
프로야구에서 100타점-100득점을 기록할 때 쓰는 용어이다.

### 달성 선수 목록
| 순서 | 연도 | 선수             | 소속팀        | 기록            | 비고                                                                          |
| ---- | ---- | ---------------- | ------------- | --------------- | ----------------------------------------------------------------------------- |
| 1    | 1991 | 장종훈           | 빙그레 이글스 | 114타점 104득점 | KBO 최초                                                                      |
| 2    | 1992 | 장종훈           | 빙그레 이글스 | 19타점 106득점  | 개인 2번째 달성 최초로 2년 연속 달성                                          |
| 3    | 1998 | 이승엽           | 삼성 라이온즈 | 102타점 100득점 | 좌타자 최초                                                                   |
| 4    | 1999 | 이승엽           | 삼성 라이온즈 | 123타점 128득점 | 개인 2번째 달성 2년 연속 달성                                                 |
| 5    | 1999 | 마해영           | 롯데 자이언츠 | 119타점-111득점 | -                                                                             |
| 6    | 2000 | 박재홍           | 현대 유니콘스 | 115타점 101득점 | 사상 첫 30홈런-30도루 동시 달성                                               |
| 7    | 2001 | 타이론 우즈      | 두산 베어스   | 113타점 101득점 | 외국인 선수 최초로 달성                                                       |
| 8    | 2002 | 이승엽           | 삼성 라이온즈 | 126타점 123득점 | 최초로 개인 3번째 달성                                                        |
| 9    | 2002 | 심정수           | 현대 유니콘스 | 119타점-101득점 | -                                                                             |
| 10   | 2003 | 이승엽           | 삼성 라이온즈 | 144타점 115득점 | 유일무이 개인 4번째 달성 2년 연속 달성                                        |
| 11   | 2003 | 심정수           | 현대 유니콘스 | 142타점-110득점 | 개인 2번째 달성 2년 연속 달성                                                 |
| 12   | 2014 | 박병호           | 넥센 히어로즈 | 124타점 126득점 | 최초로 단일 시즌에 한 팀에서 2명이 달성                                       |
| 13   | 2014 | 강정호           | 넥센 히어로즈 | 117타점 103득점 | -                                                                             |
| 14   | 2015 | 에릭 테임즈      | NC 다이노스   | 140타점 130득점 | 역대 최소 경기 달성                                                           |
| 15   | 2015 | 박병호           | 넥센 히어로즈 | 146타점 129득점 | 개인 2번째 달성 2년 연속 달성                                                 |
| 16   | 2015 | 야마이코 나바로  | 삼성 라이온즈 | 137타점 126득점 | -                                                                             |
| 17   | 2015 | 나성범           | NC 다이노스   | 135타점 112득점 | 2번째로 단일 시즌에 한 팀에서 2명이 달성                                      |
| 18   | 2015 | 짐 아두치        | 롯데 자이언츠 | 106타점 105득점 | -                                                                             |
| 19   | 2015 | 김현수           | 두산 베어스   | 121타점 103득점 | -                                                                             |
| 20   | 2015 | 유한준           | 넥센 히어로즈 | 116타점 103득점 | 3번째로 단일 시즌에 한 팀에서 2명이 달성 최초로 2년 연속 한 팀에서 2명이 달성 |
| 21   | 2016 | 에릭 테임즈      | NC 다이노스   | 121타점 118득점 | 개인 2번째 달성 2년 연속 달성                                                 |
| 22   | 2016 | 나성범           | NC 다이노스   | 113타점 116득점 | 개인 2번째 달성 2년 연속 달성 4번째로 단일 시즌에 한 팀에서 2명이 달성        |
| 23   | 2016 | 김재환           | 두산 베어스   | 124타점 107득점 | -                                                                             |
| 24   | 2016 | 최정             | SK 와이번스   | 106타점 106득점 | -                                                                             |
| 25   | 2016 | 루이스 히메네스  | LG 트윈스     | 102타점 101득점 | -                                                                             |
| 26   | 2017 | 윌린 로사리오    | 한화 이글스   | 111타점 100득점 | -                                                                             |
| 27   | 2017 | 로저 버나디나    | KIA 타이거즈  | 111타점 118득점 | -                                                                             |
| 28   | 2017 | 구자욱           | 삼성 라이온즈 | 107타점 108득점 | -                                                                             |
| 29   | 2017 | 김재환           | 두산 베어스   | 115타점 110득점 | 2년 연속 달성                                                                 |
| 30   | 2018 | 멜 로하스 주니어 | kt wiz        | 114타점 114득점 | -                                                                             |
| 31   | 2018 | 김재환           | 두산 베어스   | 133타점 104득점 | 3년 연속 달성                                                                 |
| 32   | 2018 | 제이미 로맥      | SK 와이번스   | 107타점 102득점 | -                                                                             |
| 33   | 2019 | 김하성           | 키움 히어로즈 | 104타점 112득점 | 5번째로 단일 시즌에 한 팀에서 2명이 달성                                      |
| 34   | 2019 | 제리 샌즈        | 키움 히어로즈 | 113타점 100득점 | -                                                                             |
| 35   | 2020 | 멜 로하스 주니어 | kt wiz        | 135타점 116득점 | 개인 2번째 달성                                                               |
| 36   | 2020 | 김하성           | 키움 히어로즈 | 109타점 111득점 | 개인 2번째 달성 2년 연속 달성                                                 |
| 37   | 2020 | 나성범           | NC 다이노스   | 112타점 115득점 | 개인 3번째 달성                                                               |
| 38   | 2020 | 호세 페르난데스  | 두산 베어스   | 105타점-104득점 | -                                                                             |
| 39   | 2020 | 프레스턴 터커    | KIA 타이거즈  | 113타점-100득점 | -                                                                             |

## 100이닝-100자책점
프로야구에서 단일시즌 투수가 100이닝이상 동안 100자책점을 기록하면 쓰는 용어이다.

### 달성 선수 목록
| 연도 | 선수                  | 소속팀          | 이닝 | 자책점 | 평균자책점 | 비고                                                                            |
| ---- | --------------------- | --------------- | ---- | ------ | ---------- | ------------------------------------------------------------------------------- |
| 1982 | 김재현                | 삼미 슈퍼스타즈 | 192⅓ | 131    | 6.13       | -                                                                               |
| 1983 | 장명부                | 삼미 슈퍼스타즈 | 427⅓ | 111    | 2.34       | 다승&완투&완봉승&탈삼진 1위 단일 시즌 최다 이닝&최다 선발 등판&최다 완투&최다승 |
| 1985 | 장명부                | 청보 핀토스     | 246  | 145    | 5.30       | 단일 시즌 최다 자책점 최초 개인 2번째 달성                                      |
| 1999 | 김진웅                | 삼성 라이온즈   | 171⅔ | 103    | 5.40       | 포스트시즌에 진출팀 중 최초 달성                                                |
| 1999 | 곽현희                | 해태 타이거즈   | 146⅓ | 100    | 6.15       | -                                                                               |
| 1999 | 김상태                | LG 트윈스       | 147⅓ | 101    | 6.17       | -                                                                               |
| 2001 | 페르난도 에르난데스   | SK 와이번스     | 233⅔ | 101    | 3.89       | 외국인 최초 달성 외국인 최초 탈삼진 1위                                         |
| 2009 | 김혁민                | 한화 이글스     | 116⅔ | 102    | 7.87       | 규정 이닝 미달                                                                  |
| 2013 | 헨리 소사             | KIA 타이거즈    | 164⅔ | 100    | 5.47       | -                                                                               |
| 2013 | 대나 이브랜드         | 한화 이글스     | 172⅓ | 106    | 5.54       | 좌투수 최초                                                                     |
| 2014 | 쉐인 유먼             | 롯데 자이언츠   | 151  | 100    | 5.93       | -                                                                               |
| 2014 | 노경은                | 두산 베어스     | 109⅔ | 110    | 9.03       | 규정 이닝 미달 유일무이 이닝 < 자책점                                           |
| 2016 | 헨리 소사             | LG 트윈스       | 199  | 114    | 5.16       | 외국인 최초 개인 2번째 달성팀 포스트시즌 진출                                   |
| 2016 | 조쉬 린드블럼         | 롯데 자이언츠   | 177⅓ | 104    | 5.28       | -                                                                               |
| 2018 | 차우찬                | LG 트윈스       | 170  | 115    | 6.09       | -                                                                               |
| 2018 | 유희관                | 두산 베어스     | 141  | 105    | 6.70       | 규정 이닝 미달 팀 포스트시즌 진출                                               |
| 2018 | 김원중                | 롯데 자이언츠   | 145⅓ | 112    | 6.94       | 규정 이닝 기준 평균자책점 역순 역대 2위                                         |
| 2020 | 리카르도 핀토         | SK 와이번스     | 162  | 111    | 6.17       |                                                                                 |
| 2020 | 오드리사머 데스파이네 | kt wiz          | 207⅔ | 100    | 4.33       | 팀 포스트시즌 진출                                                              |